# 攀钢集团有限公司
攀钢集团有限公司，前身为攀枝花钢铁（集团）公司，簡稱攀鋼，是中國四川攀枝花的大型钢铁企業。它是中國西部最大的鋼鐵企業，也是中國最大的產釩及鈦企業及世界第二大產釩企業。鋼鐵主要分佈在四川攀枝花、成都青白江區、綿陽江油；釩鈦主要分佈在攀枝花、重慶、遼寧錦州及廣西北海。
攀鋼旗下有一間子公司，攀鋼鋼釩 (深交所：000629)在深圳證券交易所上市。而攀渝鈦業 (深交所：000515)和長城股份 (深交所：000569)，則已在深圳證券交易所退市。
2010年5月，鞍山鋼鐵集團公司與攀鋼集團的合併計劃獲得國資委的批准，兩家公司聯合重組後，將合併為鞍山鋼鐵集團公司（大鞍钢）。

## 連結
- 攀钢集团有限公司 （页面存档备份，存于）